# Нова Вйоська (Кросненський повіт)
Нова Вйоська (пол. Nowa Wioska, нім. Neudörfel) — село в Польщі, у гміні Ґубін Кросненського повіту Любуського воєводства. Населення — 105 осіб (2011).
У 1975—1998 роках село належало до Зеленогурського воєводства.

## Демографія
Демографічна структура станом на 31 березня 2011 року:
|          | Загалом | Допрацездатний вік | Працездатний вік | Постпрацездатний вік |
| -------- | ------- | ------------------ | ---------------- | -------------------- |
| Чоловіки | 53      | 16                 | 33               | 4                    |
| Жінки    | 52      | 16                 | 29               | 7                    |
| Разом    | 105     | 32                 | 62               | 11                   |